# KTM-21
KTM-21 (inne oznaczenie: 71-621) − pojedynczy, wysokopodłogowy tramwaj czteroosiowy, produkcji zakładów UKWZ w Ust'-Katawiu. Wykonany w jednym egzemplarzu prototyp powstał w roku 1999 i użytkowany jest w Moskwie. KTM-21 był rozwinięciem konstrukcji KTM-19, nie wnosił jednak żadnych większych zmian w konstrukcji oraz wyposażeniu. Nie wszedł też do produkcji seryjnej.

## Historia

### Geneza
W latach 60. XX wieku powstał wagon KTM-5. Prosta, ale w latach 90. już przestarzała konstrukcja, spowodowała konieczność modyfikacji projektu. Inżynierowie z Ust-Katawia zaprojektowali szereg nowych konstrukcji, bazujących na KTM-5, wśród których tylko KTM-8 i KTM-19 weszły do seryjnej produkcji. Mimo pewnego sukcesu tramwaju KTM-19, prace przy projekcie trwały nadal. Powstała między innymi KTM-21, która była nieco zmienioną wersją KTM-19. Pierwszy i, jak się potem okazało, jedyny wagon powstał w 1999 roku i został wysłany na testy do Moskwy.

### Testy w Moskwie
KTM-21 przyjechał do Moskwy pod koniec grudnia 1999 roku, gdzie otrzymał numer boczny 0102. W pierwszą trasę wyruszył 12 stycznia 2000 roku. Debiut w ruchu liniowym nastąpił dopiero 14 marca, gdyż wagon sprawiał problemy między innymi z pantografem, nie mieścił się też w skrajni na niektórych trasach. Po testach zdecydowano nie rozwijać wersji 21, przez co nie powstał kolejny wagon tego typu.

### Eksploatacja
KTM-21 po testach został skierowany na linię 39, później jeździł na linii 14. W marcu 2001 roku wagon został oznaczony numerem bocznym 1000, a w lutym 2008 roku numerem 1005.

## Konstrukcja
Wagony KTM-21 są wersją rozwojową KTM-19, z zewnątrz jednak przypomina bardziej KTM-16. Jedynymi istotnymi zmianami jest inny silnik oraz nieco krótsze pudło, co obniżyło o pół tony masę własną pojazdu.